# Lotta Lotass
Lotta Lotass est une écrivain et professeur en littérature suédoise née le 28 février 1964 à Gagnef (Comté de Dalécarlie). 
Elle soutient une thèse de doctorat en littérature comparée sur Stig Dagerman à l'université de Göteborg en 2002.
Lotass est véritablement entrée en littérature dans les années 2000. Le 6 mars 2009, elle est élue membre de l'Académie suédoise et succède à l'homme de droit Sten Rudholm au siège n° 1.
Elle vit à Göteborg.